# Solianka (Volgograd)
|  | Per a altres significats, vegeu «Solianka». |

Solianka (en rus: Солянка) és un poble (un khútor) de l'óblast de Volgograd, a Rússia, segons el cens del 2010 tenia 163 habitants.